# Impatiens wallichii
Impatiens wallichii är en balsaminväxtart som beskrevs av Joseph Dalton Hooker. Impatiens wallichii ingår i släktet balsaminer, och familjen balsaminväxter. Inga underarter finns listade i Catalogue of Life.